# Danichmend
Danichmend Ghâzi ou Danishmend Gazi ou Ghazi Gümüştekin est le fondateur et éponyme de la dynastie turque des Danichmendides qui a régné sur une partie de l'Anatolie aux XIe et XIIe siècles après la défaite des Byzantins à la bataille de Manzikert contre le Seldjoukide Alp Arslan (1071). Danichmend meurt en 1104.

## Biographie
Amir Danichmend Ghâzi fait partie de l'entourage de Suleyman ibn Kutulmuş premier sultan de Roum.
Après la bataille de Manzikert en 1071, l'Anatolie est ouverte au peuplement turc. Suleyman prend Nicée aux Byzantins en 1078. Maître des rives de Propontide et du Bosphore, les Turcs forment désormais une masse de manœuvre proche de Constantinople, à disposition de tous les ambitieux.
En 1080, en tant que vassal de Byzance, Suleyman ibn Kutulmuş entreprend de soumettre l'Est anatolien. Puis il prend Iconium (Konya) et attaque la Cilicie arménienne et Philarète Vahram au sud de Malatya (1084). En 1085, il prend Antioche, puis marche sur Alep où il est vaincu par Tutuş, frère du sultan seldjoukide de Bagdad Malik Shah Ier. Son fils Kiliç Arslan est emmené en captivité.
En 1086, Suleyman ibn Kutulmuş meurt. Le sultanat de Rum est gouverné par le régent Abû'l-Qasîm, jusqu'à la libération de Kiliç Arslan à la fin de l'année 1092.
Danishmend profite de cette situation de faiblesse pour installer autour de Sivas un état qui va s'étendre jusqu'à ce que les querelles internes de succession ne fassent le jeu des Seldjoukides de Roum. Il reçoit le titre de « Malik » que lui confère le calife abbasside Al-Mustarchid, titre que recevreont plus tard les Ayyoubides de Syrie.
Le 21 octobre 1096, la croisade populaire de Pierre l'Ermite et Gautier Sans-Avoir fait mouvement vers Nicée. Cette masse mal entraînée est facilement vaincue par Kılıç Arslan, sultan de Nicée. Avec l'arrivée des croisés en décembre, les Byzantins organisent une attaque conjointe sur la ville de Nicée.
Kılıç Arslan reprend alors un conflit contre son voisin oriental, Danichmend, qu'il affronte lors du siège de Malatya. Il laisse famille et trésor à Nicée. En pleine campagne, il reçoit des nouvelles lui annonçant l'arrivée de la Croisade des barons mais il s'en soucie d'abord assez peu.
En mai 1097, les Croisés assiègent Nicée. Lorsque la gravité de la situation se confirme, Kılıç Arslan conclut une trêve avec Danichmend et marche vers l'ouest. Il doit se replier le 21 mai sur Konya devant l'ampleur des forces croisées. Nicée est livrée aux Byzantins (19 juin). Les dignitaires du sultanat sont épargnés et la jeune sultane, accompagnée de son nouveau-né, est reçue à Constantinople avec les honneurs royaux. Elle est conduite auprès de son frère, l'émir de Smyrne, qui devant la menace franque et byzantine abandonne ses possessions en mer Égée pour reconduire sa sœur auprès de Kılıç Arslan.
Kılıç Arslan conclut alors une alliance avec Danichmend et rassemble les Turcs, tandis que les Francs quittent Nicée pour marcher sur Konya (juin 1097). Les Turcs leur tendent une embuscade près de Dorylée (1er juillet). Mais la cavalerie légère turque ne peut rien contre les armures des chevaliers francs qui forcent le passage. Kılıç Arslan, encerclé, prend la fuite, suivi par Danichmend et la plupart des émirs. L'armée turque restée sur place est taillée en pièces. Les Francs traversent lentement l'Anatolie et le 21 octobre 1097, mettent le siège devant Antioche puis se lancent à la conquête de la Syrie et de la Palestine.
En 1100, Danichmend fait prisonnier Bohémond de Tarente.
Au printemps 1103, Danichmend libère Bohémond de Tarente contre cent mille dinars de rançon et la libération de la fille de Yaghi Siyan, l'ancien maître d'Antioche, qui était captive. Bohémond rentre à Antioche, où il fait payer aux musulmans des villes voisines le prix de sa rançon, puis part ensuite pour l'Europe. Malatya est prise par les Danichmendides. Gabriel de Malatya est pris et exécuté par les soldats du sultan.
En 1104, Danichmend meurt, son fils Amir Ghazi Gümüchtegin lui succède.

## Le Danichmend-name
Danichmend fait l'objet d'une geste épique le « Danichmend-name » où il devient un héros légendaire.